# Nanna Blondell

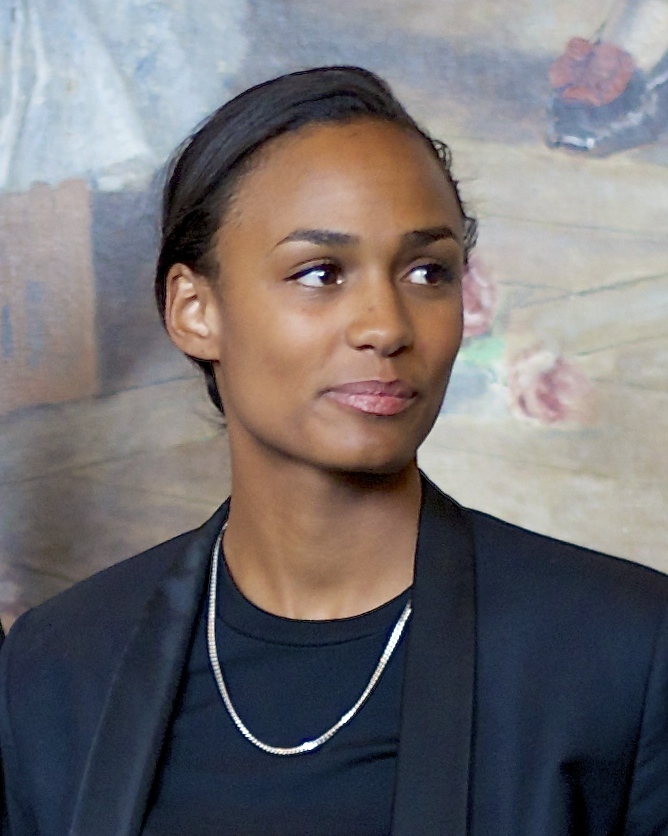
Nanna Blondell (2014)

Nanna Terese Blondell (* 6. August 1986) ist eine schwedische Schauspielerin.

## Leben
Nanna Blondell erhielt ihre Schauspielausbildung von 2010 bis 2013 an der Stockholms Dramatiska Högskola, der Stockholmer Hochschule für Dramatik. Ab 2013 war sie am Königlichen Dramatischen Theater (Dramaten) engagiert, wo sie unter anderem in Roberto Zucco unter Tobias Theorell, 2014 im von Jens Ohlins inszenierten Don Giovanni als Elvira sowie 2015 in Götgatan von Kristian Hallberg als Babs und 2018 mit Persona, persona, persona auf der Bühne stand.
Von 2013 bis 2014 war sie in der Science-Fiction-Serie Real Humans – Echte Menschen als Yuma zu sehen. 2017 spielte sie in der Serie Hassel die Rolle der Eira Lindhe, 2019 verkörperte sie in der Serie Den inre cirkeln die Rolle der Lena Nilsdotter. Weitere Serienrollen hatte sie unter anderem 2019 in Twin als Mary und 2020 als Petra in Ture Sventon och Bermudatriangelns hemlighet. 2019 gehörte sie unter anderem neben Dilan Gwyn und Amira Casar zum Ensemble von Caroline Fourests Debütfilm Soeurs d’armes / Sisters In Arms. Im finnischen Vierteiler Operation Omerta spielte sie 2021 neben Jasper Pääkkönen als Sicherheitspolizist Max Tanner dessen schwedische Kollegin Sylvia Madsen.
Im Netflix-Actionthriller Red Dot (2021) von Alain Darborg übernahm sie an der Seite von Anastasios Soulis als David die Rolle der Nadja. In der HBO-Serie House of the Dragon verkörperte sie in Folge sechs die Rolle der erwachsenen Laena Velaryon, in der ZDF-Koproduktion Concordia – Tödliche Utopie mit Christiane Paul und Ruth Bradley wurde sie unter der Regie von Barbara Eder als Isabelle Larsson besetzt.
In den deutschsprachigen Fassungen wurde sie unter anderem von Kaya Marie Möller (Red Dot), Jana Schölermann (Operation Omerta), Birte Baumgardt (Black Widow), Cornelia Waibel (Operation Red Snake – Band of Sisters), Anja Mentzendorff (TWIN), Linda Stelzner (Hassel), Sabine Winterfeldt (Irene Huss – Kripo Göteborg) sowie von Magdalena Turba (Rosas Leben) synchronisiert.

## Filmografie (Auswahl)
- 2005: Livet enligt Rosa (Fernsehserie)
- 2007: Beck (Fernsehserie)
- 2007–2008: Andra Avenyn (Fernsehserie)
- 2010: Negerboll (Kurzfilm)
- 2011: Irene Huss (Fernsehserie)
- 2012: Player (Kurzfilm)
- 2013: Sommarstället
- 2013: Stockholm Stories
- 2014: Hot Chicks (Kurzfilm)
- 2013–2014: Real Humans – Echte Menschen (Äkta människor, Fernsehserie)
- 2014: Red Alice (Kurzfilm, Stimme)
- 2014: Viva Hate (TV Mini-Series)
- 2015: Audition (Kurzfilm)
- 2015: Rinkebysvenska (Kurzfilm)
- 2015: Boys (Fernsehserie)
- 2016: Ø (Miniserie)
- 2017: Finaste familjen (Fernsehserie)
- 2017: Pom Pom Club (Kurzfilm)
- 2017: Hassel (Fernsehserie)
- 2018: Real Men Smell Like Diesel (Kurzfilm)
- 2018: Immortality (TV Mini-Series)
- 2019: The World’s Most Claustrophobic Cinema (Kurzfilm)
- 2019: Den inre cirkeln (Fernsehserie)
- 2019: Soeurs d’armes / Operation Red Snake – Band of Sisters
- 2019: Twin (Fernsehserie)
- 2019–2020: Ture Sventon och Bermudatriangelns hemlighet (Fernsehserie)
- 2021: Red Dot
- 2021: Black Widow
- 2021: Operation Omerta (Omerta 6/12)
- 2022: Partisan (Fernsehserie)
- 2022: House of the Dragon (Fernsehserie)
- 2024: Concordia – Tödliche Utopie (Fernsehserie)